# Werner Probst

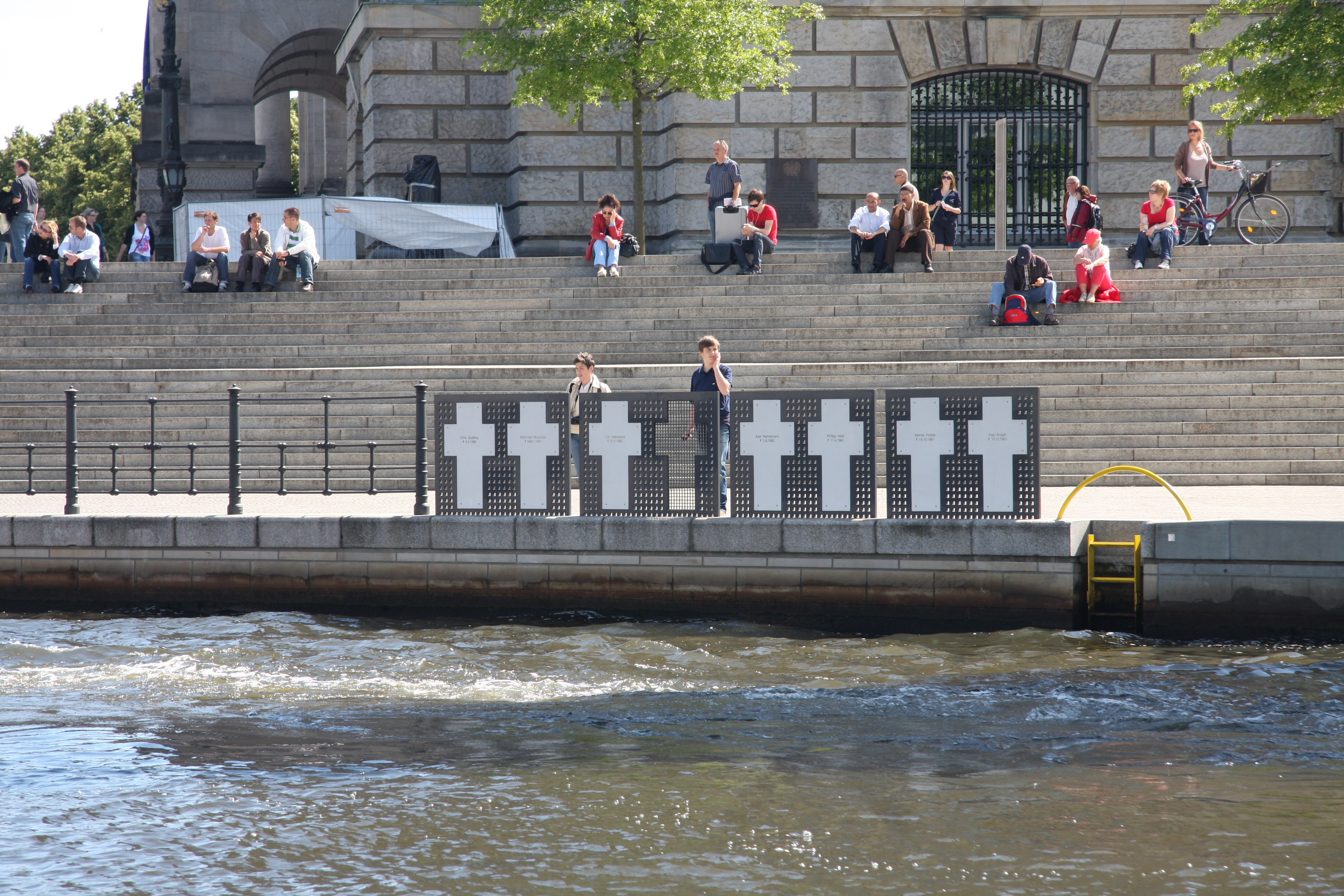
Białe krzyże przy budynku Reichstagu (drugi od prawej strony upamiętnia Wernera Probsta)

Werner Probst (ur. 18 czerwca 1936 w Berlinie, zm. 14 października 1961 tamże) – ofiara śmiertelna Muru Berlińskiego, zastrzelona przez wojska graniczne NRD podczas próby ucieczki przez Sprewę do Berlina Zachodniego.

## Życiorys
Werner Probst mieszkał z rodzicami w dzielnicy Friedrichshain. Pracował jako kierowca ciężarówki w jednym z zakładów państwowych, do momentu zamknięcia granicy zatrudniony był w Berlinie Zachodnim. Nie posiadał żadnego wykształcenia zawodowego i był prawie analfabetą. Z powodu kradzieży popadł również w konflikt z prawem, w związku z czym w 1959 r. zwerbowany został do współpracy ze Stasi, działając jako informator pod pseudonimem „Harry”. Dla instytucji tej znajomości oraz kontakty Probsta z półświatkiem w obu częściach miasta stanowiły niezwykle cenne źródło informacji. Składając raporty przełożonym donosił o wszystkim co usłyszał od przemytników bądź od wszystkich przekraczających granice między sektorami.

### Ucieczka
Wraz z budową muru jego działalność informacyjna, a tym samym swoboda poruszania się pomiędzy sektorami dobiegły końca. Probst usiłował przedsięwziąć próbę ucieczki przez dworzec tranzytowy Berlin Friedrichstraße, ta spełzła jednak na niczym, gdyż został zatrzymany. Jego bezpośredni przełożony brał wprawdzie pod uwagę możliwość działalności szpiegowskiej w Berlinie Zachodnim, szybko porzucił jednak ten pomysł z powodu niedostatecznej wiedzy Probsta w dziedzinie szyfrowania. Sam Probst ponowił próbę ucieczki 14 października. Udając się nad Sprewę wszedł pod mostem Schillingbrücke do rzeki. Stacjonujący na moście żołnierze wojsk granicznych NRD zauważyli go o godzinie 22:30 i niezwłocznie otworzyli ogień. Werner Probst zdołał dopłynąć do zachodniego nabrzeża, był już jednak ranny, w momencie wspinania się na drabinkę przy kei otrzymał zaś kolejny, tym razem śmiertelny postrzał. Wschodnioberlińska policja wodna ściągnęła rannego Probsta z zachodniego brzegu i zabrała go do Oberbaumbrücke. Tam stwierdzono jego zgon.

### Reakcje
Słyszanych w Berlinie Zachodnim nocnych strzałów nie skojarzono początkowo z jakąkolwiek próbą nielegalnego przekroczenia granicy. O losie ofiary powiadomiono rodziców, którzy 16 października 1961 r. otrzymali lakoniczną informację, iż syn ich zginął podczas próby ucieczki. Informację tę przekazała policji w Berlinie Zachodnim siostra ofiary, także i zbiegli przypadkowo na stronę zachodnią inni żołnierze NRD skojarzyli strzały przy moście z tymże incydentem. W zachodnioberlińskiej prokuraturze złożono doniesienie o popełnionym przez strażników morderstwie. Dopiero upadek muru pozwolił na pociągnięcie do odpowiedzialności trzech byłych żołnierzy, którym udowodniono w 1995 r. umyślne zabójstwo.
Ku pamięci Wernera Probsta wzniesiony został na nabrzeżu przy berlińskim Reichstagu jeden z tzw. białych krzyży pamięci.